# Кэдбери, Джордж
Джордж Кэ́дбери (англ. George Cadbury; 1839—1922) — английский предприниматель и благотворитель, сын Джона Кэдбери, основателя компании по производству кондитерских изделий Cadbury.

## Биография
Джордж Кэдбери родился 19 сентября 1839 года в Бирмингеме, в семье квакера Джона Кэдбери, основателя компании по производству кондитерских изделий Cadbury, и его жены Кэндии Барроу. Он был четвёртым ребёнком и третьим сыном, а всего в семье родились семеро детей. Джордж посещал школу только до пятнадцати лет, тем не менее, известно, что он также работал в школе для взрослых по воскресеньям без оплаты. Вместе со своим старшим братом Ричардом он в 1861 году принял семейный бизнес. В 1878-м они приобрели 14 акров (57 000 м²) земли на открытой местности, расположенной в четырёх милях (6 км) к югу от Бирмингема. Там братья в 1879 году открыли новый завод. Для этого Джордж арендовал Вудбрук — построенный архитектором Джозайей Мейсоном особняк в георгианском стиле, который он в конце концов купил в 1881 году.
В начале XX века Джордж Кэдбери и Джон Вильгельм Раунтри создали в здании учебный центр квакеров, который на сегодняшний день остаётся единственным подобным центром в Европе, предлагая короткие учебные курсы по духовным и социальным вопросам для квакеров и всех других желающих. Джордж также создал больницу в Нормандии под названием "l’hopital de Normandie".
Одной из причин, почему братья Кэдбери открыли новый завод в экологически чистом районе, была их обеспокоенность качеством жизни своих работников и возможность предоставить альтернативу грязной городской жизни. Поскольку был приобретён значительный участок земли и братья перенесли фабрику в новое место, они решили построить фабричный городок (спроектированный архитектором Уильямом Александром Харви), который предназначался не только для работников фабрики. Эта деревня стала известна как Борнвиль (топоним образован от названия близлежащей реки и французского слова "ville", что значит «город»). Дома́ там никогда не были в частной собственности, а их стоимость оставалась низкой и доступной. Переезд в Борнвиль для многих стал заметной переменой после плохих условий жизни в городской среде. Здесь у семей были дома́ с дворами и садами, свежий воздух.
Братья заботились о своих работниках, для них они открыли столовые, оборудовали спортивные площадки. Оба они старались соблюдать социальные права рабочих. Через девятнадцать лет после смерти брата Ричарда Джордж открыл рабочий комитет отдельно для мужчин и женщин, который обсуждал предложения по улучшению деятельности фирмы. Он также выдвинул другие идеи, такие как годовая рента, депозитный счёт и образовательные услуги для каждого сотрудника.
В 1901 году, испытывая отвращение к империалистической политике правительства А. Бальфура и выступая против англо-бурской войны, Кэдбери купил «Дейли ньюс» и использовал эту газету для агитации за установление пенсий по старости, а также против войны и нещадной эксплуатации рабочих.
Джордж Кэдбери был одним из главных инициаторов создания в 1918 году Гражданского общества Бирмингема. Он подарил жителям города загородный парк Ликки Хиллс (Licky Hills Country Park), a также пожертвовал большой дом в Нортфилде Бирмингемскому союзу калек, который с 1909 года стал использоваться как больница; ныне это Королевская ортопедическая больница. В 1890 году он вместе со многими другими ведущими квакерами помог восстановить школу Гроув-Хаус (Grove House School) в Тоттенеме, как и школу Лейтон-Парк (Leighton Park School) в Рединге, в качестве ведущей школы квакеров в Великобритании.
Скончался Джордж Кэдбери 24 октября 1922 года в своём доме в Бирмингеме, в поместье Нортфилд, в возрасте 83 лет.

## Семейная жизнь
Джордж Кэдбери женился дважды. В 1872 году он сочетался браком с Мэри Тайлор, дочерью писателя-квакера Чарльза Тайлора, которая умерла в 1887 году. Она стала матерью пятерых детей: Джорджа-младшего, Мэри Изабель, Эдварда, Генри и Элеоноры.
В 1888 году Джордж женился на Элизабет Мэри Тейлор. Она подарила ему шестерых детей: Лоуренса Джона, Джорджа Нормана, Элси Доротею, Эгберта, Марион Джанет и Урсулу.

## Наследие
В 2006 году была открыта школа игры на карильоне, названная именем Джорджа Кэдбери (George Cadbury Carillon School). Она является единственной подобной школой в Великобритании.